# Trichoscypha debruijnii
Trichoscypha debruijnii är en sumakväxtart som beskrevs av Franciscus Jozef Breteler. Trichoscypha debruijnii ingår i släktet Trichoscypha och familjen sumakväxter. Inga underarter finns listade i Catalogue of Life.